# サッカーシレジア代表
サッカーシレジア代表（サッカーシレジアだいひょう、ポーランド語: Reprezentacja Śląska, 英語: Silesia football team）は、現在のポーランド南西部からチェコ北東部(プロイセン王国時代の行政区画も含めればドイツ東部のごく一部も)に属する地域の歴史的名称・シレジアにあるサッカークラブから結成される地域代表チームである。シレジアサッカー協会(英語: Silesian Football Association,ポーランド語: Śląski Związek Piłki Nożnej)の傘下にあり、国際サッカー連盟（FIFA）及び欧州サッカー連盟（UEFA）に加盟していないため、シレジア代表が行った試合は国際Aマッチとしてカウントされない。

## ポーランドとの親善試合[1]
| 番号 | 日付          | 試合会場                        | 対戦カード            | 結果 | 観客   |
| ---- | ------------- | ------------------------------- | --------------------- | ---- | ------ |
| 1    | 1933年10月4日 | KS Police Stadium(カトヴィツェ) | シレジア - ポーランド | 1-2  | 5,000  |
| 2    | 1953年4月26日 | Ruch Stadium(ホジュフ)          | シレジア - ポーランド | 2-3  | 12,000 |
| 3    | 1953年9月13日 | Polonia Stadium(ビトム)         | シレジア - ポーランド | 3-3  | 3,000  |
| 4    | 2006年12月9日 | Ruch Stadium(ホジュフ)          | シレジア - ポーランド | 1-1  | 5,000  |

## ポーランド以外の親善試合
| 日付          | 試合会場               | 対戦カード                  | 結果 | 観客   |
| ------------- | ---------------------- | --------------------------- | ---- | ------ |
| 1937年6月9日  | Ruch Stadium(ホジュフ) | シレジア - バスク           | 3-4  | ?      |
| 1948年4月20日 | AKS Stadium(ホジュフ)  | シレジア - チェコスロバキア | 2-1  | ?      |
| 1952年8月24日 | Ruch Stadium(ホジュフ) | シレジア - 中国             | 5-1  | 15,000 |
| 1974年7月22日 | シレジア競技場         | シレジア - タンザニア       | 7-2  | 37,000 |

- 註:1974年以降も代表戦は行われているが、記録が残っていない。

## シレジア出身選手によるドリームチーム結成
シレジア代表はFIFAに加盟していないが、ドイツ,ポーランド,チェコスロバキアの一流チーム(代表含む）で活躍した有名な選手を数多く輩出してきた。2010年にはシレジア出身の歴代の名選手で組まれた「仮想ドリームチーム」が発表された。ラファエル・シェーファー,マレク・ヤンクロフスキ,カミル・グリク,トマーシュ・ウイファルシ,ウカシュ・ピシュチェク,アダム・マトゥシュチク,リボル・シオンコ,セバスティアン・ティラワ,ルーカス・ポドルスキ,イレネウシュ・イェレン,ミロスラフ・クローゼが選出された。